# RCF Arena

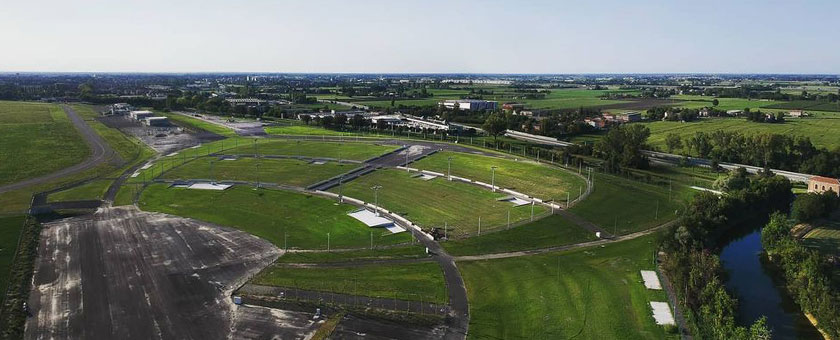
L'RCF Arena di Reggio Emilia

La RCF Arena Reggio Emilia è una struttura all'aperto di 200.000 metri quadri realizzata nell'area non operativa dell'Aeroporto di Reggio Emilia, precisamente a Gavassa, destinata a concerti e spettacoli nazionali ed internazionali.

## Storia
Il progetto è stato realizzato nel 2016 con un finanziamento pubblico di 1,7 milioni di euro da Regione Emilia-Romagna e Fondo Europeo di Sviluppo Regionale (Fesr) 2014-2020/Asse 5, per un costo complessivo di 11,5 milioni di euro, partito grazie alla SPV C.Volo, un gruppo di sette imprese che la gestisce a livello strategico e operativo, fra cui Coopservice e RCF, azienda reggiana leader a livello internazionale nella produzione e commercializzazione di impianti audio professionali e nella sonorizzazione pubblica, che, acquisendo i diritti di denominazione, è diventata main sponsor dando così il nome alla struttura.
I cantieri sono stati aperti ad aprile 2018 e hanno portato alla realizzazione di un'arena di forma ovoidale dalla capienza che andrà dai 10.000 ai 100.000 posti, con visibilità e acustica ottimali. Per garantire questo al terreno è stata data una pendenza del 5% mentre il palco è stato posto nella parte più bassa e centrale dell'arena. La sezione si sviluppa da una quota di -1,5 metri nell'area backstage, palco (con un angolo visuale massimo di 110°) e primo settore, fino a salire a quota +6,5 metri.

## Struttura e impianti
Nella RCF Arena è stato installato in modo permanente un sistema audio RCF TT+ per eventi dal vivo, dotato di 10 sistemi (torri di ritardo, per permettere a tutti gli spettatori di ottenere un suono chiaro e definito) distribuiti su strutture in acciaio fisse, utilizzate anche come supporto per apparecchiature video e luci. L'orientamento del sistema, inoltre, è stato studiato per assicurare il minore impatto acustico verso le aree abitate.
L'Arena è stata pensata per avere spazi organizzati e modulabili in base alle esigenze artistiche e di pubblico: l'Arena Verde, destinata ai grandi concerti e spettacoli internazionali, dalla capienza di 100.000 spettatori, l'Area Concerti (compresa tra l’Arena Verde e l’Area Accoglienza) per eventi nazionali che può ospitare fino a 50.000 spettatori a evento e l'Area Accoglienza, con una capienza di circa 20.000 persone, destinata all'allestimento di eventi minori, alla gestione dell'accoglienza e sulla quale si possono disporre strutture leggere e temporanee per servizi, intrattenimento e ristorazione durante i grandi eventi, modulabili in base alle esigenze.

## Il concerto inaugurale
Il concerto inaugurale è stato tenuto da Luciano Ligabue il 4 giugno 2022, in occasione del trentennale della sua carriera. Programmato inizialmente per il 12 settembre 2020, fu posticipato prima a giugno 2021, poi di un altro anno a causa della pandemia di COVID-19.